# Jászágó
Jászágó è un comune dell'Ungheria di 713 abitanti (dati 2013). È situato nella contea di Jász-Nagykun-Szolnok.